# Мексиканский музей пустыни
Музей пустыни — музей, находящийся в Сальтильо, штат Коауила, который предлагает своим посетителям узнать больше об истории формирования доминирующей в Мексике природной полосы, её геологии и фауне. Он был спроектирован архитектором Франсиско Лопесом Геррой и открыт 25 ноября 1999 года. В нём собраны большие коллекции и интерактивные экспозиции которые рассказывают о формировании жизни на Земле, показывают ритуалы и обычаи кочевых народов, населявших пустыню, объясняют особенности пустынных растений, а также представляют фауну от эпохи динозавров до наших дней.
Неповторимый колорит в посещение музея привносит тот факт, что гидами здесь выступают дети из местной студии юных натуралистов. Именно они поддерживают порядок в музее и тщательно следят за состоянием экспонатов.

## История
Музей пустыни был открыт 25 ноября 1999 года тогдашним президентом Эрнесто Седильо, а также директорами фонда Амигос дель Дезирто де Коауила. Проект был направлен на популяризацию экологической культуры путем интерактивного показа богатства жизни и эволюции видов во времени. Проект был задуман в 90-х годах, когда начали делать важные открытия в области геологии, антропологии, палеонтологии и биологии в регионе, в рамках сотрудничества во всех этих областях работы.

## Павильоны музея
Музей разделен на четыре основных павильона с различными темами.

### Пустыня и её прошлое
Из-за таких факторов, как эрозия, различные геологические структуры несколько упростили обнаружение окаменелостей в мексиканских пустынях, которые помогли собрать больше информации об этих формах жизни. Коллекции и выставки, представленные в этом павильоне, исследуют происхождение пустынь. Также можно оценить богатство полезных ископаемых, где уголь является основным минералом, добываемым в этом регионе. Также в музее представлены динозавры, которые жили в этом регионе: Исаврия, Сабинасаурио, Кецалькоатль и Тираннозавр рекс 17 метров в длину и пять метров в высоту, а также интерактивные дисплеи о последних открытиях в палеонтологии региона.

### Человек и пустыня: пространство встреч
В этом павильоне представлены в основном обычаи и ритуалы кочевников, живших в этом регионе. Здесь можно по достоинству оценить петроглифы и росписи рупестрии, которые очень характерны для этой местности.

### Эволюция и биоразнообразие
Этот павильон, в частности, был открыт 4 августа 2005 года. То, что показывает нам здесь,-это следы эволюции за последние 12 тысяч лет, так как в течение этого периода биоразнообразие в этом регионе было свидетелем мамонтов, саблезубых кошек, короткомордых медведей и гомфотеров.

### Лаборатория жизни
Этот интерактивный павильон прослеживает историю на 70 миллионов лет назад, демонстрируя большее количество фауны. Также здесь есть лаборатория герпетологии, в которой специалисты работают с рептилиями, которые есть в музее.